# Rhodoluna
Rhodoluna — рід актинобактерій родини Microbacteriaceae.

## Таксономія
Штами Rhodoluna вперше виявлені у 2002 році. У 2014 році описано типовий вид Rhodoluna lacicola. Він виокремлений з озера Тайху на сході Китаю. Веде планктонний спосіб життя, плаває вільно на поверхні води.
Інші представники роду знайдені в озерах у різних куточках світу. Ці зразки ще не описані і мають статус кандидатів:
- Candidatus Rhodoluna limnophila
- Candidatus Rhodoluna planktonica
- Rhodoluna sp. KAS3
- Rhodoluna sp. KAS7
- Rhodoluna sp. KAS8
- Rhodoluna sp. KAS9

## Опис
Грам-позитивні, споронеутворюючі, нерухомі бактерії. Одні з найменших бактерій. Клітина місяцеподібної форми та червоного забарвлення. Має одну хромосому з довжиною послідовності 1 430 433 пар. Міксотрофи.